# Shah Mahmud Khan
Shah Mahmud Khan (né le 6 juin 1887 à Dehradun, en Inde, et mort le 27 décembre 1959 en Afghanistan) est une personnalité politique afghane.

## Biographie
Shah Mahmud Khan appartenait à la tribu pachtoune de Barakzai Mohammedzai. Il étudia au collège Habiba à Kaboul. De 1904 à 1917, il dirigea la garde personnelle du roi Habibullah Khan. En 1917, il est nommé général et sert en 1919 lors de la troisième guerre anglo-afghane.
De 1919 à 1920, il fut gouverneur et commandant en chef de la Province du Sud, puis, de 1922 à 1925, commandant en chef des provinces de Badakhchan et de Qataghan. De 1925 à 1927, il fut gouverneur de la province de l'Est, puis, de 1927 à 1928, gouverneur de Jalalabad. En 1928 et 1929, il fut vice Ministre de l'Intérieur, puis, de 1929 à 1946, commandant de l'armée et Ministre de la guerre. Il devint Premier ministre d'Afghanistan du 9 mai 1946 au 7 septembre 1953.
En 1936, Shah Mahmud Khan fut également président du Comité olympique afghan.

## Famille
Shah Mahmud Khan était le frère du roi Mohammad Nadir Shah, qui a déposé et fait exécuter Habibullah Ghazi en 1929, et l'oncle du roi Mohammad Zaher Shah et du président Mohammad Daoud Khan.